# Eptesicus floweri
Eptesicus floweri é uma espécie de morcego da família Vespertilionidae. Ocorre em apenas duas localizações disjuntas: Mali (Tombuctu) e Sudão (Edueim), recentemente foi registrado próximo ao lago Mamude, na província de Hode e Chargui na Mauritânia.